# Linka 1 (metro v Madridu)
Linka 1 madridského metra prochází Madridem v severo-jižním směru mezi stanicemi Pinar de Chamartín na severu a Valdecarros na jihu. Na lince se nachází 33 stanic a délka linky činí 23,876 km. Tratě jsou vybudovány jako úzkoprofilové a nástupiště mají délku 90 m. Jedná se o nejstarší linku v celé síti, první úsek linky byl otevřen v roce 1919, k poslednímu rozšíření došlo v roce 2007.

## Poloha

Poloha linky v rámci sítě metra

Linka pochází následujícími městskými obvody Madridu v severo-jižním směru:
- Ciudad Lineal
- Chamartín
- Tetuán
- Chamberí
- Centro
- Arganzuela
- Retiro
- Puente de Vallecas
- Villa de Vallecas

## Historie

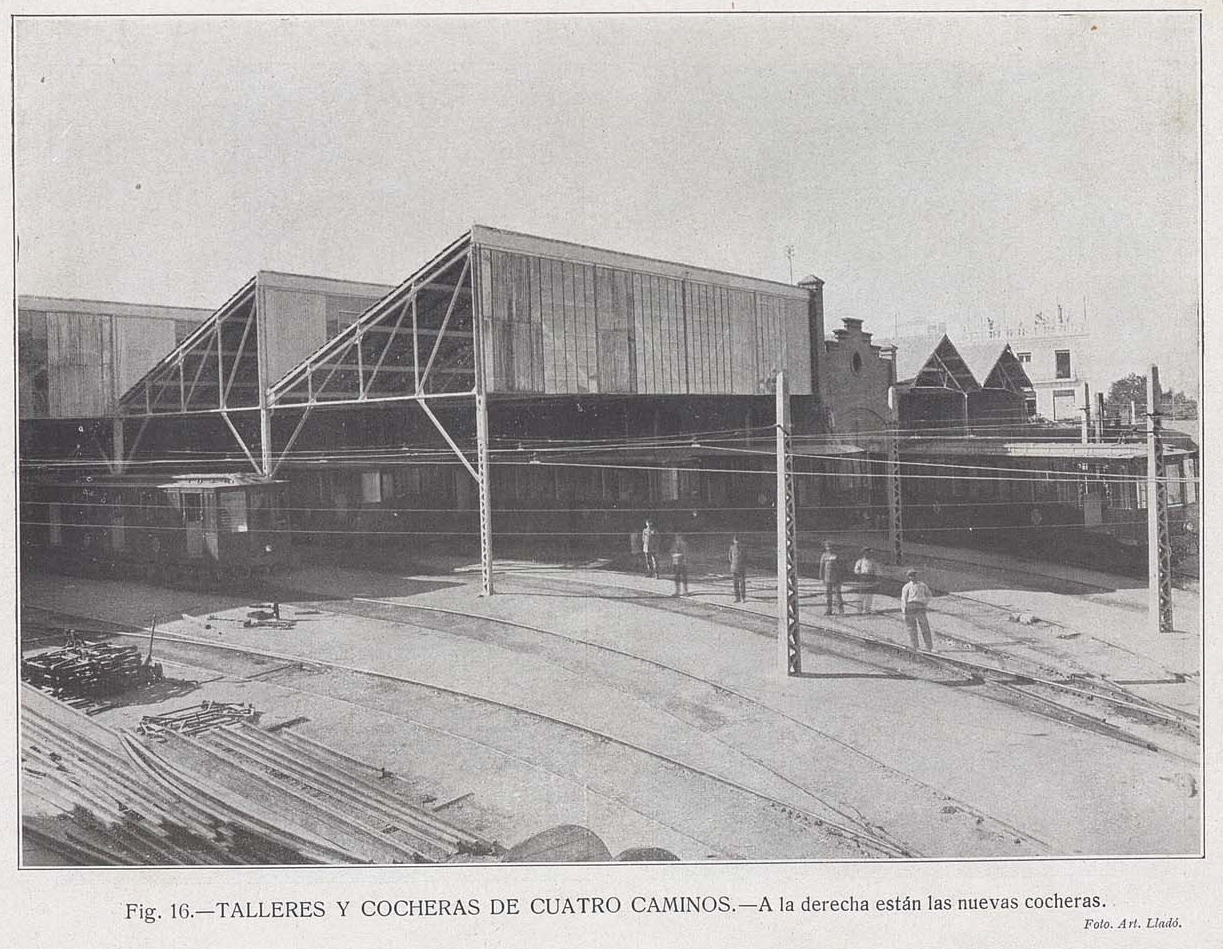
Depo Cuatro Caminos v roce 1921

První zprovozněný úsek linky 1

Výstavba první linky madridského metra začala 19. září 1916.
Výstavba trvala tři roky a byla financována jak díky veřejné sbírce, tak částečně i z peněz půjčených bankou a darovaných králem. Při pracích se objevily mnohé obtíže, například s dodávkami materiálu či dodávkami technických součástí do vlaků.
První úsek linky 1, uvedený do provozu králem Alfonsem XIII. v půl čtvrté odpoledne 17. října 1919, byl zároveň prvním úsekem madridského metra a první tratí metro ve Španělsku vůbec. Provoz byl zahájen mezi stanicemi Cuatro Caminos a Sol, nicméně cestující jej mohli využívat až od 31. října. Úsek byl dlouhý 3,48 km a nacházelo se na něm 8 stanic, k zajištění obsluhy sloužilo depo Cuatro Caminos. Za první den provozu se svezlo přes 50 tisíc cestujících, za první rok pak 14 milionů. Další rozšíření na sebe nenechalo dlouho čekat a tak 26. prosince 1921 byl otevřený úsek spojující stanici Sol se stanicí Atocha pod nádražím Madrid–Mediodía (dnešní nádraží Atocha). Po dalším rozšíření 8. května 1923 linka na jihu končila až v obvodu Puente de Vallecas na stejnojmenné stanici. Další zprovozněný úsek byl tentokrát na severu – 6. března 1929 byly otevřeny tři nové stanice, linka tak byla provozována mezi stanicemi Tetuán a Puente de Vallecas.
K dalšímu rozšíření linky došlo až v roce 1961 – nejprve 1. února na severu na stanici Plaza de Castilla a následně 2. července na jihu na stanici Portazgo. V 60. letech také došlo k stavebním úpravám ve stanicích, které umožnily rozšířit délku nástupišť z 60 na 90 m a zvýšit tak kapacitu linky. Zároveň v roce 1966 došlo k uzavření stanice Chamberí. Stanice v současnosti funguje jako muzeum.
V roce 1988 byla otevřena nová stanice Atocha Renfe (mezi stanicemi Atocha a Menéndez Pelayo) a umožnila tak snadnější přestup na vlaky příměstské železnice Cercanías, jakož i dálkové vlaky. V dubnu 1994 bylo otevřeno další jižní rozšíření na stanici Miguel Hernández, následné rozšíření přivedlo linku 4. března 1999 až na stanici Congosto.
Na začátku 21. století se pozornost obrátila také k severní části linky, která nebyla rozšířena 40 let. Nový úsek do stanice Pinar de Chamartín byl otevřen ve dvou fázích – nejprve 30. března 2007 do stanice Chamartín (u stejnojmenného nádraží) a konečně 11. dubna do stanice Pinar de Chamartín. K dosud poslednímu rozšíření došlo 16. května 2007, kdy byly uvedeny do provozu další 3 stanice na jihu s konečnou stanicí Valdecarros.
V roce 2016 proběhla rozsáhlá rekonstrukce 23 stanic na starších úsecích mezi stanicemi Plaza de Castilla a Sierra de Guadalupe.

## Provoz

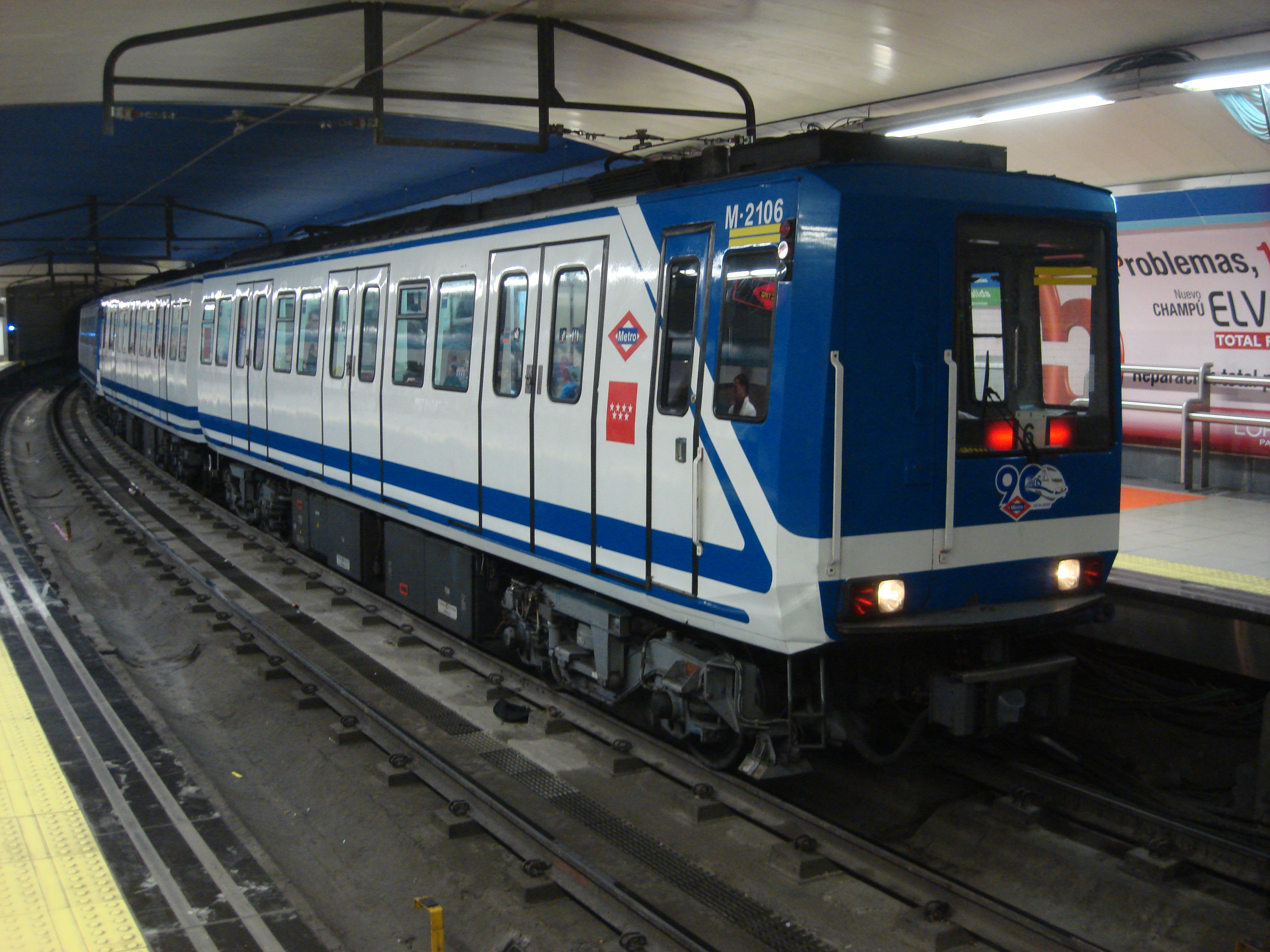
Souprava řady 2000 ve stanici Sol

Linka se kříží s linkami metra 2, 3, 4, 5, 6, 9, 10 a linkou lehkého metra (Metro Ligero) ML-1. Ačkoliv protíná trasu linky 7, nemá s ní žádnou přestupní stanici. (Nejkratší vzdálenost je mezi stanicemi Iglesia a Alonso Cano.)
Linka v síti metra patří k těm s úzkým průjezdním profilem. Rozchod koleje je stejný jako v celé síti – netypických 1445 mm. Odběr proudu je realizován trolejovým vedením, pevným v celé délce linky, napětí v soustavě je 600 V ss.
Na lince jsou v současnosti provozovány soupravy řady 2000 od španělského výrobce CAF.
Celá linka se nachází v tarifním pásmu A.
Linka je pokrytá mobilním telefonním signálem v úseku Chamartín–Pacífico a ve stanici Alto del Arenal.

### Seznam stanic

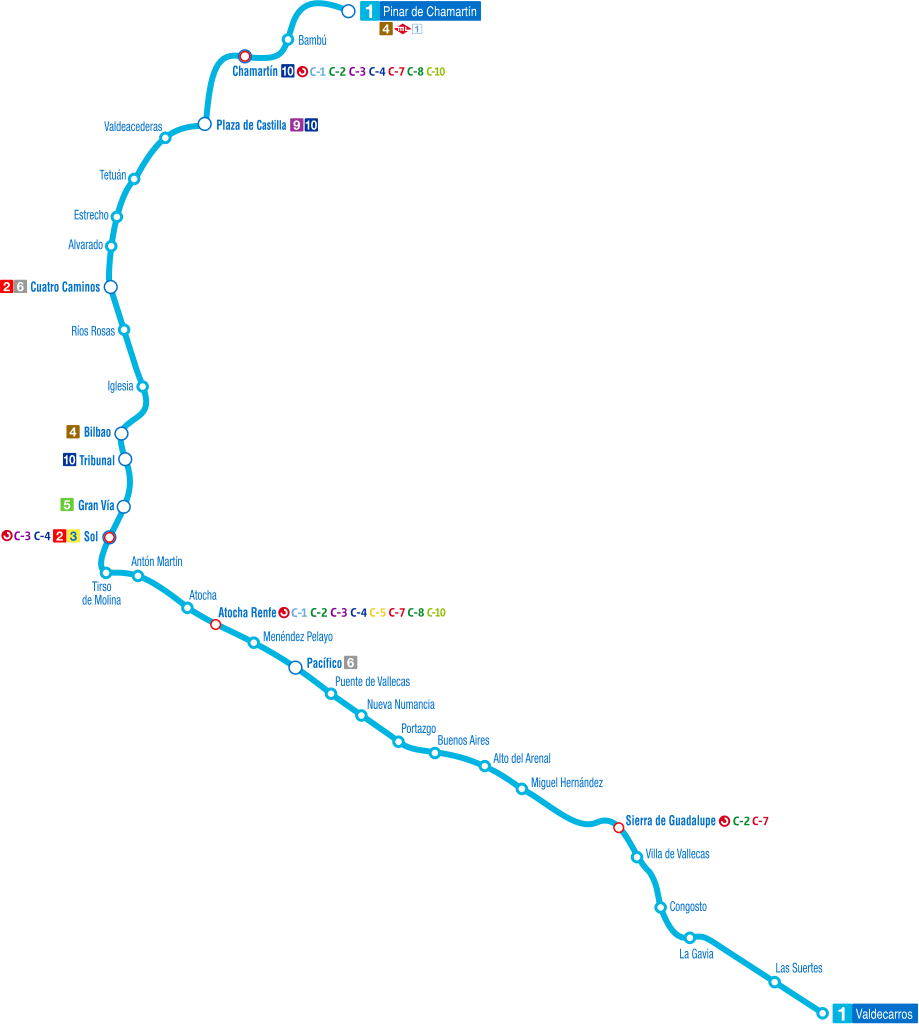
Plán linky

Linka v současnosti prochází 33 funkčními a jednou uzavřenou stanicí. Průměrná vzdálenost mezi stanicemi je 724 m.
- Pinar de Chamartín
- Bambú
- Chamartín
- Plaza de Castilla
- Valdeacederas
- Tetuán
- Estrecho
- Alvarado
- Cuatro Caminos
- Ríos Rosas
- Iglesia
- Chamberí – stanice uzavřena v roce 1966
- Bilbao
- Tribunal
- Gran Vía
- Sol
- Tirso de Molina
- Antón Martín
- Estación del Arte
- Atocha Renfe
- Menéndez Pelayo
- Pacífico
- Puente de Vallecas
- Nueva Numancia
- Portazgo
- Buenos Aires
- Alto del Arenal
- Miguel Hernández
- Sierra de Guadalupe
- Villa de Vallecas
- Congosto
- La Gavia
- Las Suertes
- Valdecarros

## Budoucnost
Další rozšíření na severním konci linky nejsou plánována. Ze stanice Pinar de Chamartín totiž směřuje na východ linka metra 4 a na sever linka ML-1 (lehké metro), rozšíření severovýchodním směrem není potřeba po otevření spojky příměstské železnice mezi nádražím Chamartín a letištěm. Na jihu rozšíření nebylo vyloučeno, ale bylo by možné pouze v dlouhodobém horizontu, protože další sídelní jádra jsou už dost vzdálená.